# Justicia attenuifolia
Justicia attenuifolia är en akantusväxtart som beskrevs av Vollesen. Justicia attenuifolia ingår i släktet Justicia och familjen akantusväxter. Inga underarter finns listade i Catalogue of Life.